# Sveriges fiskargubbemuseum

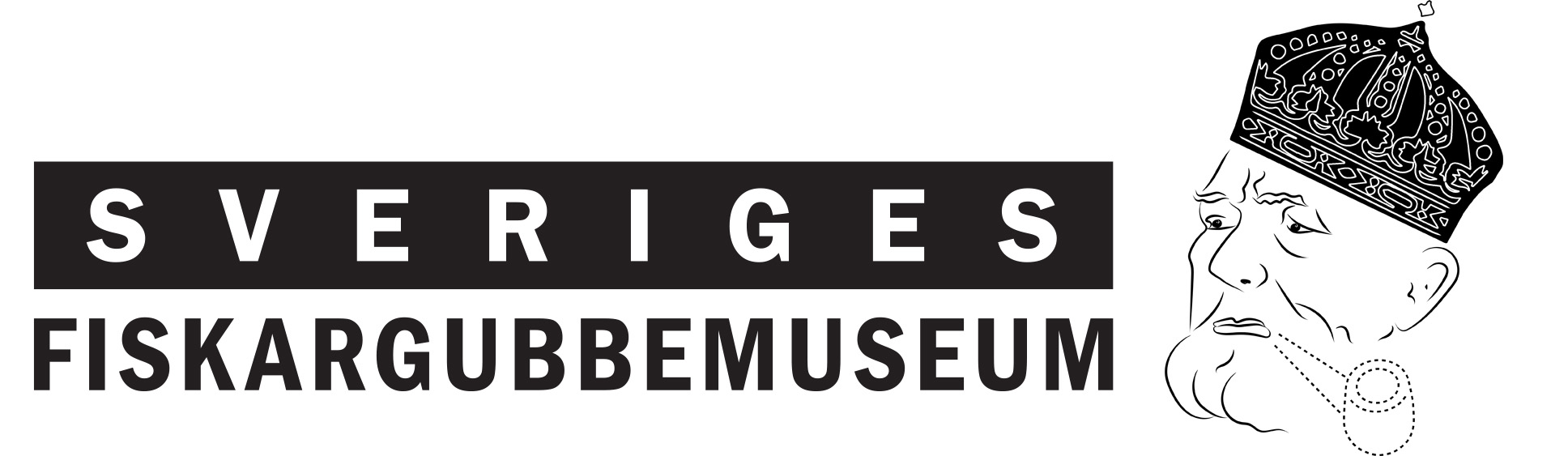
Muséets officiella logotyp

Sveriges fiskargubbemuseum är ett konstmuseum i Söderala, Söderhamns kommun, speciellt inriktat på att samla variationer av hötorgskonstklassikern Den gamle sjöbjörnen, förmodligen målad sent 1930-tal. Trots att konstverket i Sverige vardagligt kallas för Fiskargubben så är mannen på bilden inte svensk och målningen är av skapad av den tyska genremålaren Harry Haerendel.

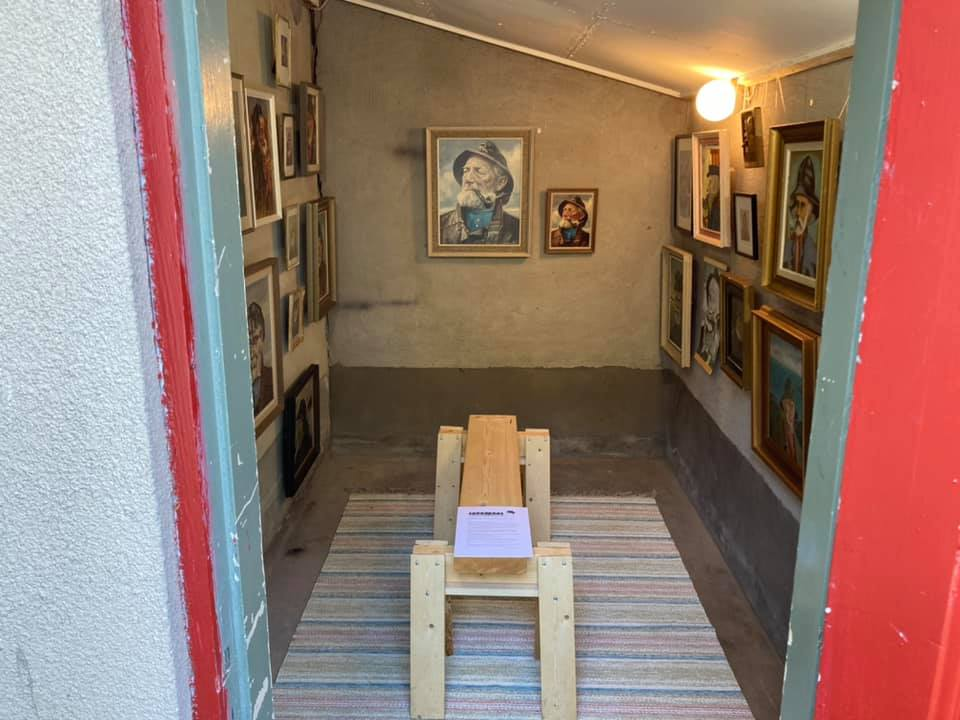

Intendent för museet är Fredrik Björkman. Det är beläget i Söderala utanför Söderhamn och innehåller över 80 stycken exemplar i olika tolkningar. Museet är beläget i intendentens uthus som han kallar för Sveriges fiskargubbemuseum. Sveriges fiskargubbemuseum anses vara Sveriges minsta museum.